# Euscorpius tergestinus
Espèce
Synonymes
- Scorpius tergestinus C. L. Koch, 1837
- Euscorpius carpathicus tergestinus (C. L. Koch, 1837)
- Scorpio tergestinus austriacus Ferrari, 1872
- Euscorpius carpathicus mesotrichus Hadži, 1929

Euscorpius tergestinus est une espèce de scorpions de la famille des Euscorpiidae.

## Distribution
Cette espèce se rencontre en Italie dans l'Est du Frioul-Vénétie Julienne, dans l'Ouest de la Slovénie et dans l'Ouest de la Croatie.
Elle a été introduite en Autriche et en Tchéquie.

## Description
Le mâle décrit par Tropea en 2013 mesure 29,77 mm et la femelle 31,5 mm. Euscorpius tergestinus mesure de 27 à 38 mm.

## Systématique et taxinomie
Cette espèce a été décrite sous le protonyme Scorpius tergestinus par Koch en 1837. Elle est considérée comme une sous-espèce d'Euscorpius carpathicus par Simon en 1885. Elle est élevée au rang d'espèce par Kinzelbach en 1975.
Euscorpius carpathicus apuanus de Toscane en Italie, Euscorpius carpathicus niciensis de Provence en France et Euscorpius carpathicus corsicanus de Corse en France ont été placées en synonymie par Fet et Soleglad en 2002. Elles sont de position taxinomique incertaine selon Tropea en 2013.

## Publication originale
- Koch, 1837 : Die Arachniden. Nurnberg C. H. Zeh‘sche Buchhandlung, vol. 3, no 6, p. 89–115 (texte intégral).